# Gary Lee Conner
Gary Lee Conner fue el guitarrista líder de la extinta banda de grunge Screaming Trees, formada por Mark Lanegan, su hermano Van Conner y el batería Mark Pickerel. Además de su trabajo en Screaming Trees, Gary también alcanzó relativa fama con la banda Purple Outside, donde publicaría un único LP llamado Mystery Lane, así como con su único trabajo en solitario, un EP titulado Grasshoppers Dream/Behind The Smile en el que aparecía como artista invitado Josh Homme, líder de Queens of the Stone Age; por otro lado, también colaboró en Ball-Hog or Tugboat, disco de Mike Watt.
En 2004 fundó el proyecto Amanita Caterpillar.
Actualmente, Gary vive en San Angelo, Texas, con su mujer Janet y su hija Julie.
- Datos: Q5525459
- Multimedia: Gary Lee Conner / Q5525459